# St. Ives, Cambridgeshire
St Ives är en stad och en civil parish i Huntingdonshire i Storbritannien. Den ligger i distriktet Huntingdonshire i grevskapet Cambridgeshire i riksdelen England, i den sydöstra delen av landet, 90 km norr om huvudstaden London. Centralorten har lite mer än 16 000 invånare. Den sammanhängande bebyggelsen (inklusive Hemingford Grey) hade 19 519 invånare 2011.